# Fathers' Day
Fathers' Day (br: Um Dia, Dois Pais / pt: O Dia  dos Pais) é um filme norte-americano de 1997, do género comédia, dirigida por Ivan Reitman e estrelada por Billy Crystal, Robin Williams, Julia Louis-Dreyfus e Nastassja Kinski. Trata-se de um remake do filme francês Les Compères, produzido em 1983.
No filme, Collette Andrews (Kinski) convoca dois ex-amantes, o advogado cínico Jack Lawrence (Crystal) e o solitário escritor e ex-hippie Dale Putley (Williams) para ajudá-la a procurar seu filho adolescente fugitivo Scott, dizendo a cada homem que ele é o pai. Quando Jack e Dale se encontram e descobrem o que está acontecendo, eles trabalham juntos para encontrar Scott e determinar a identidade do pai real.
O filme apresenta uma aparição do grupo musical Sugar Ray. Foi um grande fracasso crítico e comercial. O filme recebeu críticas negativas dos críticos e também não teve sucesso comercial. Fathers' Day detém uma classificação de 25% no Rotten Tomatoes com base em 59 revisões. Julia Louis-Dreyfus foi nomeada para o Framboesa de Ouro de pior atriz coadjuvante por seu trabalho no filme, onde perdeu para Alicia Silverstone por Batman & Robin. O filme também foi indicado para comédia mais sem graça no Stinkers Bad Movie Awards de 1997, mas perdeu para 8 Heads in a Duffel Bag.

## Sinopse
Assim como o original, Fathers' Day trata de uma mulher recorrendo a dois ex-namorados para que ajudassem a encontrar seu filho adolescente, que havia fugido de casa. Para obter a ajuda dos dois, relata a eles que o rapaz pode ser seu filho. Os dois eventualmente se encontram e começam a colaborar para encontrar o rapaz.

## Elenco
- Robin Williams .... Dale Putley
- Billy Crystal .... Jack Lawrence
- Julia Louis-Dreyfus .... Carrie Lawrence
- Nastassja Kinski .... Collette Andrews
- Charlie Hofheimer .... Scott Andrews
- Bruce Greenwood .... Bob Andrews
- Charles Rocket .... Russ Trainor
- Patti D' Arbanville .... Shirley Trainor
- Haylie Johnson .... Nikki
- Jared Harris .... Lee
- Louis Lombardi .... Matt
- Mary McCormack .... Virginia (sem créditos)

Mel Gibson faz uma breve aparição não creditada. Catherine, Jason, e Caroline Reitman têm papéis pequenos.